# Algunas palabras sobre la no intervención
«Algunas palabras sobre la no intervención» («A Few Words on Non-Intervention», en inglés original) es un breve ensayo del filósofo, político y economista John Stuart Mill. Fue escrito en 1859 en el contexto de la construcción del Canal de Suez y la reciente Guerra de Crimea. El ensayo aborda la cuestión de en qué circunstancias se debería permitir a los estados intervenir en los asuntos soberanos de otro país.

## Contenido
El argumento de Mill comienza con una discusión sobre el lugar de Gran Bretaña en el mundo, en el que Mill afirma que Gran Bretaña, a diferencia de otros países, nunca se aventura en el mundo exterior con un objetivo imperialista; más bien, cuando se aventura, es para mejorar el mundo, poner fin a los conflictos, traer la civilización, etc.: «Cualquier intento [de Gran Bretaña] de ejercer influencia [...] está más al servicio de los demás que de sí misma». Escribiendo para una audiencia británica contemporánea de clase media y alta, Mill ofrece una descripción general de algunos eventos mundiales que fueron importantes en ese momento en particular.

Los principales argumentos a favor y en contra de la no intervención se encuentran en la segunda mitad del escrito.
Parece haber una gran necesidad de que se reconsidere toda la doctrina de la no injerencia en las naciones extranjeras, si es que se puede decir que hasta ahora se ha considerado una cuestión realmente moral [...] Ir a la guerra por una idea, si la guerra es agresiva, no defensiva, es tan criminal como ir a la guerra por territorio o ingresos; porque es tan poco justificable imponer nuestras ideas a otras personas como obligarlas a someterse a nuestra voluntad en cualquier otro aspecto. Pero seguramente hay casos en los que está permitido ir a la guerra, sin que nosotros mismos seamos atacados o amenazados de ser atacados; y es muy importante que las naciones se decidan a tiempo en cuanto a cuáles son estos casos [...] Suponer que las mismas costumbres internacionales y las mismas reglas de moralidad internacional pueden darse entre una nación civilizada y otra, y entre naciones civilizadas y bárbaros, es un grave error.
Según la opinión de Mill (en 1859) se podían encontrar pueblos bárbaros en Argelia e India, donde habían estado involucrados los ejércitos francés y británico. Primero argumenta que con los «bárbaros» no hay esperanza de «reciprocidad», un fundamento internacional. En segundo lugar, los bárbaros tienden a beneficiarse de los intervinientes civilizados, dice Mill, citando las conquistas romanas de la Galia, Hispania, Numidia y Dacia. Los bárbaros
no tienen ningún derecho como nación, excepto el derecho a un tratamiento que, en el período más temprano posible, les sirva para convertirse en una. Las únicas leyes morales para la relación entre un gobierno civilizado y uno bárbaro son las reglas universales de moralidad entre hombre y hombre.
Hoy en día se pueden encontrar argumentos similares en teorías sobre la intervención en estados fallidos. De una mayor relevancia es la discusión de Mill sobre la posición entre «pueblos civilizados».
La cuestión controvertida es la de interferir en la regulación de las preocupaciones internas de otro país; la cuestión de si está justificado que una nación participe, de uno u otro lado, en las guerras civiles o en las contiendas partidistas de otro; y principalmente, si se puede ayudar justificadamente al pueblo de otro país en la lucha por la libertad; o puede imponerse a un país cualquier gobierno o instituciones en particular, ya sea lo mejor para el país mismo o según sea necesario para la seguridad de sus vecinos.
Mill pasa por alto la situación de intervenir del lado de los gobiernos que están tratando de oprimir un levantamiento propio, diciendo que «el gobierno que necesita apoyo extranjero para imponer la obediencia de sus propios ciudadanos, es uno que no debería existir». Sin embargo, en el caso de una guerra civil, donde ambas partes parecen tener la culpa, Mill sostiene que los terceros tienen derecho a exigir que cesen los conflictos. Luego pasa a la situación más polémica de las guerras de liberación.
Cuando la contienda es solo con gobernantes nativos, y con la fuerza nativa que esos gobernantes pueden alistar en su defensa, la respuesta que debo dar a la pregunta sobre la legitimidad de la intervención es, como regla general, No. La razón es que rara vez puede haber algo que se acerque a la garantía de que la intervención, incluso si tiene éxito, redundará en beneficio de los propios pueblos. La única prueba que posee algún valor real, de que un pueblo se haya vuelto apto para las instituciones populares, es que ellos, o una parte suficiente de ellos, para prevalecer en la contienda estén dispuestos a desafiar el trabajo y el peligro por su liberación. Sé todo lo que se puede decir, sé que se puede insistir en que las virtudes de los hombres libres no se pueden aprender en la escuela de la esclavitud, y que si un pueblo no es apto para la libertad, para tener alguna posibilidad de llegar a serlo, primero debe ser libre. Y esto sería concluyente, si la intervención recomendada realmente les diera libertad. Pero el mal es que si no tienen suficiente amor por la libertad para poder arrebatársela a los opresores meramente domésticos, la libertad que les es otorgada por otras manos que las suyas, no tendrá nada real, nada permanente. Ningún pueblo fue ni permaneció libre sino porque estaba decidido a serlo.

## Respuestas
Noam Chomsky ha hecho referencia al ensayo de Mill en varios de sus libros, incluidos Estados fallidos (2006), Hegemonía o supervivencia (2002) y Peering into the Abyss of the Future (2002). Chomsky escribe que incluso «los individuos de la más alta inteligencia e integridad moral sucumben a la patología» de hacer una excepción a los estándares humanos universales.
El historiador libertario Joseph R. Stromberg afirma que las opiniones imperialistas de John Stuart Mill son incompatibles con su supuesto liberalismo, ya que el mantenimiento del Imperio Británico requeriría la represión del gobierno.